# Дорогуша (телесериал)
«Дорогуша» (англ. Sweetpea) — британский телесериал в жанре чёрной комедии, драмы и триллера, созданный Кирсти Суэйн для телеканала Sky Atlantic. Экранизация одноимённой книги Си Джей Скьюз с Эллой Пернелл в главной роли. Премьера сериала состоялась 10 октября 2024 года. Сериал был тепло принят профильной прессой и получил продление на второй сезон.

## Сюжет
После того, как в детстве Рианнон подвергалась травле, она ведёт тихую жизнь помощника администратора в местной газете, живёт со своим отцом и собакой. Однако смерть её отца приводит к случайной встрече с незнакомцем, которая меняет всё.

## В ролях
- Элла Пернелл — Рианнон Льюис, ассистентка по административным вопросам в «Карншем газетт», босс любит называть её «Дорогушей»
- Николь Лаки — Джулия Бленкингсопп, одноклассница Рианнон, которая работает агентом по недвижимости
- Джон Пойнтинг — Крейг, сотрудник строительной компании отца Рианнон
- Кэлам Линч — Эй Джей, новый младший репортёр «Карншем Газетт»
- Лия Харви — Марина, младший детектив, служащая в местной полиции
- Джереми Свифт — Норман, редактор «Карншем газетт» и босс Рианнон
- Дастин Демри-Бернс — Джефф Баркер, репортёр «Карншем газетт»
- Люк Макгибни — Майк, неприятный незнакомец, чьи пути пересекаются с Рианнон
- Ингрид Оливер — Диана Сент-Джон, детектив-инспектор местной полиции
- Александра Доулинг — Серен, сестра Рианнон
- Нитин Ганатра — Рори, детектив, напарник Марины
- Дэвид Барк-Джонс — Томми, отец Рианнон и Серен и владельца строительной фирмы «Tommy’s Transformations».

## Производство
Права на экранизацию романа были приобретены компанией See-Saw Films в 2017 году. В 2019 году к проекту присоединился телеканал Sky Atlantic. Исполнительными продюсерами выступили Патрик Уолтерс, Джейми Лоуренсон, Хакан Кусетта, Иэн Каннинг, Эмиль Шерман и Лиз Левин. Адаптацией сюжета занималась Кирсти Суэйн. Первоначально сериал должен был состоять из восьми серий.
В ноябре 2023 года на главную роль была утверждена Элла Пернелл (которая также взяла на себя функцию исполнительного продюсера). Помимо ней в актёрский состав вошли: Никол Леки, Джон Пойнтинг, Калам Линч, Лия Харви, Джереми Свифт, Дастин Демри-Бернс, Люк Макгибни и Ингрид Оливер.
Основные съёмки проходили в Саутенде-он-Си в ноябре и декабре 2023 года, в том числе в таких местах, как смотровая башня на Пирс-Хилле, скальный подъемник на Западной Эспланаде и тематический парк «Остров приключений». Дополнительные съёмки были организованы недалеко от реки Колн в Окси-парке, Уотфорд.
Композитором сериала выступила Изобель Уоллер-Бридж. Музыкальная тема («Do You See Me Now») была написана ей совместно с британской певицей Chinchilla, которая также исполнила к ней вокальные партии. Помимо этого, в саундтрек сериала вошли известные поп-композиции таких исполнителей, как Билли Айлиш, Icona Pop/Charli XCX, Лаби Сиффр и Spice Girls.

### Титры
Начальные титры были созданы Peter Anderson Studio, они были призваны передать психологическое состояние главной героини с помощью использованием эстетики бруталистической живописи на контрасте со спокойными мотивами. В кадре неоновые огни на залитых дождем улицах превращают повседневные предметы в символы насилия, отражая двойственность жизни протагонистки. Шрифт, имитирующий надписи от руки (сделанный специально по просьбе создателей), подчеркивает суровый тон происходящего, в то время как его резкие расширения, использованные в титульном логотипе, были добавлены для усиления зловещей атмосферы.

## Отзывы критиков
Рейтинг сериала на сайте Rotten Tomatoes составляет 87 % со средней оценкой 7.1/10 на основе 23 обзоров. Консенсус критиков гласит: «„Дорогуша“ — это фэнтези о мести, в котором под игривой внешностью таится множество всякого мрачного. Элла Пернелл — дьявольски хороша». Оценка проекта на сайте Metacritic составляет 69 баллов из 100 на основе 12 рецензий, что приравнивается к «в целом положительному» статусу.